# Frostvikens lappförsamling
Frostvikens lappförsamling var en lappförsamling, en icke-territoriell församling, i Härnösands stift och i Strömsunds kommun i Jämtlands län i Jämtland. Församlingen upplöstes den 1 januari 1942, enligt beslut den 30 december 1941.

## Administrativ historik
Församlingen bildades 1842 genom en utbrytning ur Föllinge lappförsamling. 
Församlingen var till 1 maj 1861 annexförsamling i pastoratet Föllinge, Frostviken och Frostvikens lappförsamling. Från 1 maj 1861 till 1942 annexförsamling i pastoratet Frostviken och Frostvikens lappförsamling. 1942 uppgick församlingen i Frostvikens församling.

## Befolkningsutveckling
| Befolkningsutvecklingen i Frostvikens lappförsamling 1860–1940 | Befolkningsutvecklingen i Frostvikens lappförsamling 1860–1940 | Befolkningsutvecklingen i Frostvikens lappförsamling 1860–1940 | Befolkningsutvecklingen i Frostvikens lappförsamling 1860–1940 | Befolkningsutvecklingen i Frostvikens lappförsamling 1860–1940 |
| --- | -------------------------------------------------------------- | -------------------------------------------------------------- | -------------------------------------------------------------- | -------------------------------------------------------------- |
| |                                                                |                                                                |                                                                |                                                                |
| År |                                                                |                                                                | Folkmängd                                                      |                                                                |
| 1860 | 1860                                                           |                                                                | 248                                                            |                                                                |
| 1865 | 1865                                                           |                                                                | 250                                                            |                                                                |
| 1870 | 1870                                                           |                                                                | 253                                                            |                                                                |
| 1880 | 1880                                                           |                                                                | 273                                                            |                                                                |
| 1885 | 1885                                                           |                                                                | 274                                                            |                                                                |
| 1890 | 1890                                                           |                                                                | 250                                                            |                                                                |
| 1895 | 1895                                                           |                                                                | 256                                                            |                                                                |
| 1900 | 1900                                                           |                                                                | 266                                                            |                                                                |
| 1905 | 1905                                                           |                                                                | 279                                                            |                                                                |
| 1910 | 1910                                                           |                                                                | 275                                                            |                                                                |
| 1915 | 1915                                                           |                                                                | 271                                                            |                                                                |
| 1920 | 1920                                                           |                                                                | 215                                                            |                                                                |
| 1925 | 1925                                                           |                                                                | 200                                                            |                                                                |
| 1930 | 1930                                                           |                                                                | 146                                                            |                                                                |
| 1935 | 1935                                                           |                                                                | 131                                                            |                                                                |
| 1940 | 1940                                                           |                                                                | 118                                                            |                                                                |
| Anm: Källor: SCB - Befolkning 1851-1910 (BiSOS A), Folkräkningen 1910-1960, Demografiska databasen, CEDAR, Umeå universitet - Summariska folkmängdsdatabasen, Riksarkivet - Summariska folkmängdsredogörelser. |                                                                |                                                                |                                                                |                                                                |